# Ochthebius nakanei
Ochthebius nakanei är en skalbaggsart som beskrevs av Masafumi Matsui 1986. Ochthebius nakanei ingår i släktet Ochthebius och familjen vattenbrynsbaggar. Inga underarter finns listade i Catalogue of Life.